# Jeux dans l'Égypte antique
Qu'ils accompagnent le défunt dans sa tombe, qu'ils aient été découverts en contexte domestique ou encore qu'ils soient représentés sur les parois des temples et des tombeaux, les Égyptiens de l'Antiquité ont laissé de nombreux témoignages sur les jeux qu'ils pratiquaient.

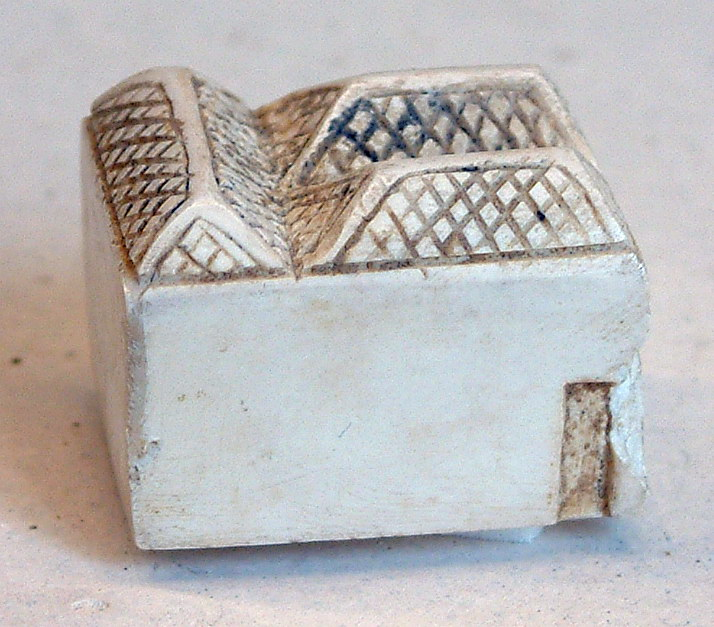
Pion de jeu trouvé à Abou Rawash.

## Histoire
Les anciens Égyptiens savaient comment varier leurs plaisirs et meubler leurs loisirs : par la promenade, la chasse et la pêche, mais aussi par « les jeux ».
Les Égyptiens appréciaient beaucoup les jeux de société. Dès les premières dynasties, les pièces du jeu étaient enterrées avec les morts. Les jeux de table de l’Égypte antique sont particulièrement bien illustrés par les découvertes archéologiques. Grâce à la croyance des anciens Égyptiens en une survie après la mort et au climat propice à la conservation d’objets en bois, de nombreux jeux de table ont été retrouvés dans les tombeaux. Le Musée égyptien du Caire expose ainsi de nombreux jeux. On peut citer surtout les jeux de senet, de mehen (dit « jeu du serpent »), celui des vingt cases et le jeu dit « des 58 trous ». Ces objets, comme leurs représentations, donnent une idée précise de la vie quotidienne et du divertissement dans l’Égypte ancienne. Le Musée du Caire possède aussi des objets interprétés comme des jouets d’enfants (les distinguer d'objets rituels est en réalité extrêmement complexe) : des poupées aux formes humaine, divers animaux parfois articulés, des toupies, des balles, etc. Les pièces qui se trouvent au Musée du Caire ont été découvertes, pour la plupart, dans des tombes. Quant aux représentations de jeux, on les trouve principalement dans les chapelles des tombes de Saqqarah, pour l'Ancien Empire ; dans les tombes Beni Hassan (Minya) aux côtés de représentations apparemment sportives, pour le Moyen Empire ; dans les tombes de la région thébaine et au temple de Médinet Habou, où se trouve deux scènes figurant Ramsès III jouant au senet dans son harem. Les jeux semblent disparaître des tombes aux époques tardives on ne les y dépose plus, et on ne les représente que très rarement, mais ils sont évidemment toujours présents dans d'autres contextes.
Ces jeux sont également cités dans une liste d’offrandes de la tombe du prince Rahotep, de la IVe dynastie, ce qui permet de les identifier par leur nom.
Toutes les classes sociales jouaient : les personnalités royales, les membres de l'élite, le peuple. Les jeux de table égyptiens étaient des jeux de parcours dans lesquels le hasard conditionnait le déplacement des pièces. La présence de ces jeux de table parmi le mobilier funéraire et les fréquentes figurations sur les parois des tombes laisse penser que leur fonction dépassait largement leur rôle ludique premier. Le parcours labyrinthique des pions sur le plateau de certains jeux reproduirait symboliquement, pour certains chercheurs, celui de l’âme de l’au-delà : chaque case représentait une étape du voyage, le prix à gagner étant la vie éternelle. Jeux de hasard, de patience ou de réflexion, tous dénotent le goût des Égyptiens pour ce type de loisirs.

## Jouets

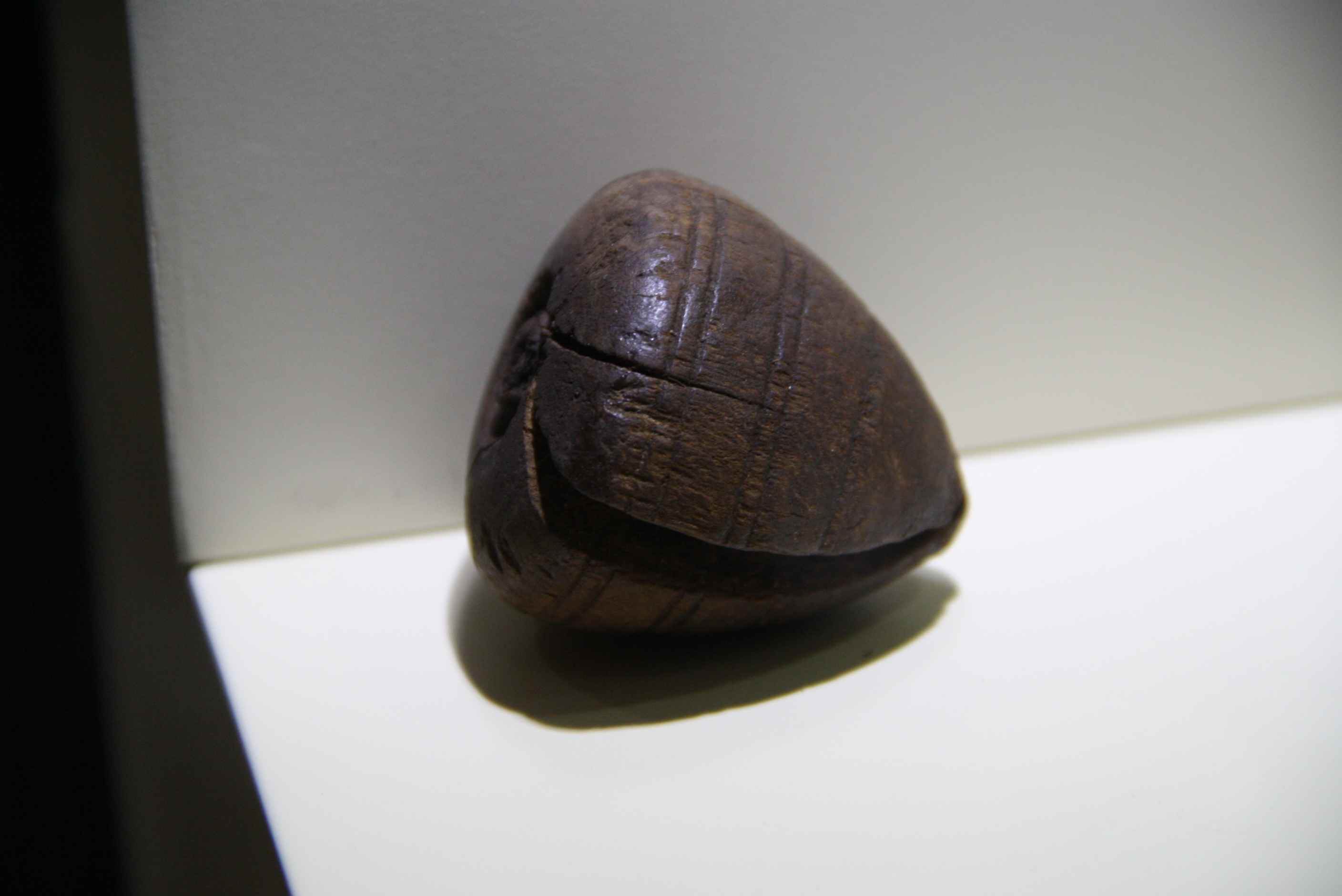
Toupie en bois trouvée à Tebtynis (I-IIIe siècle) - Museo archeologico di Milano - Photo Giovanni Dall'Orto.

On a retrouvé de nombreux jouets notamment accompagnant les momies d'enfants morts en bas âge. Les enfants pauvres avaient des jouets souvent rudimentaires alors que les enfants des nobles possédaient des jouets complexes qui pouvaient être de véritables œuvres d'art.
On a retrouvé : 
- Des poupées en bois, en chiffon ou en terre cuite (dont les plus grandes étaient de taille réelle et pouvaient posséder leur propre garde-robe),
- Des balles (faites de paille entourée de morceaux de cuir cousus),
- Des toupies de bois ou de faïence,
- Des pantins de bois articulés, dont les deux modèles les plus répandus sont le crocodile et l'hippopotame (puisqu'ils font partie de la vie des Égyptiens)
- Des personnages de bois (surtout des guerriers) et des maquettes de chars,
- Des armes factices.

Toutes les poupées n'étaient pas des jouets, en effet, certaines possédaient des pouvoirs symboliques et étaient conservées par les adultes. De même que les statuettes de serviteurs funéraires (ce sont des ouchebti), les modèles de scènes issues d'une vie quotidienne idéalisée (greniers, bateaux, troupes de soldats, etc.)  accompagnaient les nobles défunts pour les aider à surmonter les épreuves de la mort et les servir dans la vie dans l'au-delà.

## Jeux de société
Les jeux de sociétés étaient l'une des distractions préférées des Égyptiens. On y jouait en couple ou entre amis dans les kiosques des jardins ou sur les toits des maisons. Les somptueux plateaux de jeu que nous ont légués les Égyptiens dans leur équipement funéraire, peuvent laisser penser qu'ils étaient réservés aux classes les plus aisées, mais rien n'indique que les gens plus pauvres ne jouaient pas avec un équipement plus modeste.

### Le mehen

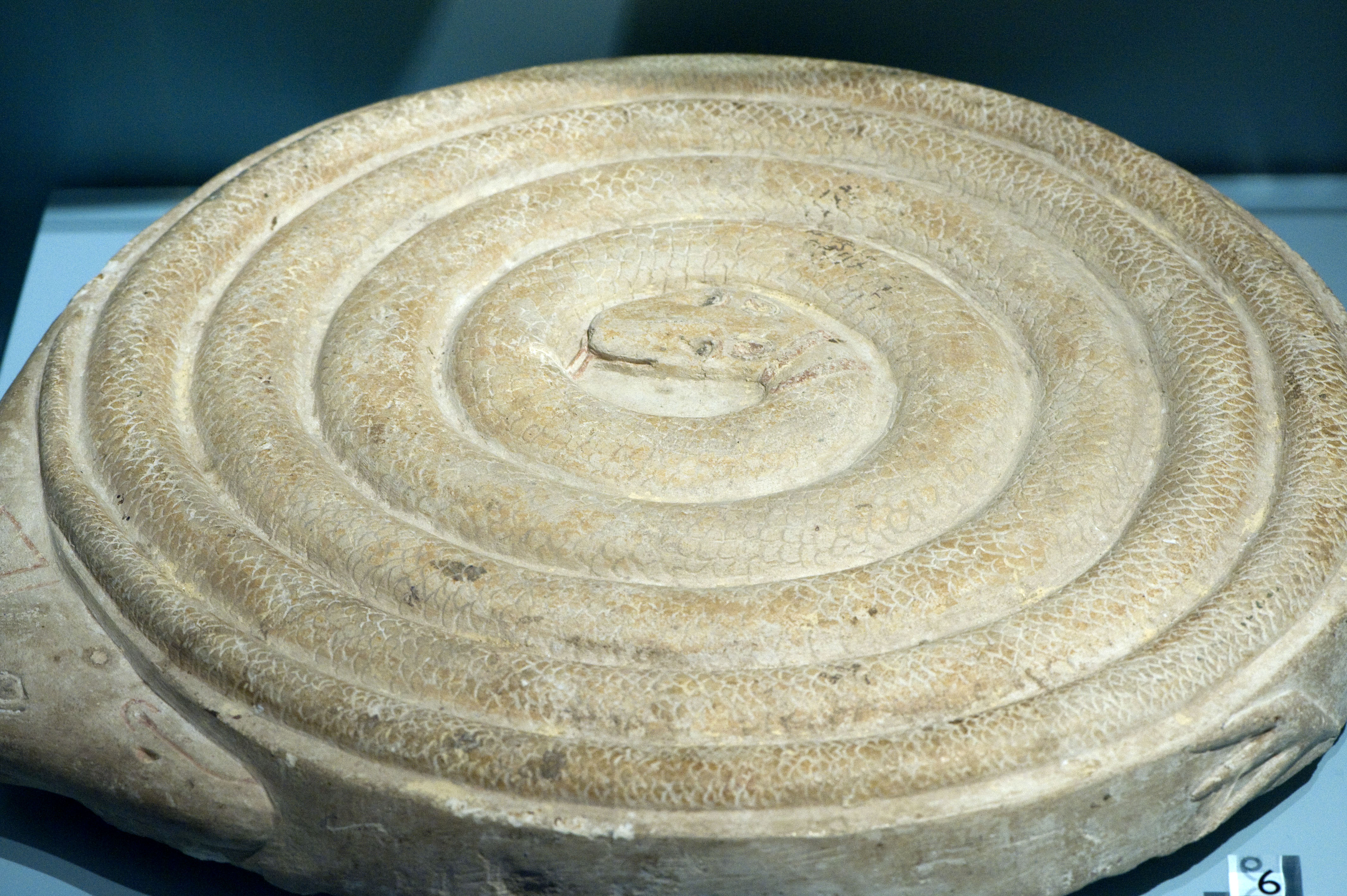
Un exemple de mehen.

Le mehen (ou « jeu du serpent ») est l'un des plus anciens jeux de société au monde. On en retrouve des traces remontant à l'Ancien Empire, mais il est probable qu'il soit bien plus ancien. Pratiqué aux époques prédynastique, thinite, puis durant l’Ancien Empire, il disparaît de façon brusque et énigmatique à la fin de cette période et ne réapparaît qu'à la XXVIe dynastie alors que les artistes saïtes recopient des scènes de l'Ancien Empire sans toujours en comprendre le sens.
Presque quinze jeux du serpent ont été découverts dans des tombes outre les six représentations qui se trouvent sur les parois des tombeaux.
Il s'agit graphiquement d'une sorte de jeu de l'oie, ce dernier apparu à la cour des Médicis à Florence vers 1580 n'en dérive probablement pas ; les tables de jeu en pierre ou en faïence ont la forme d’un serpent enroulé. La spirale concentrique du corps de l’animal présente un nombre variable de cercles divisés par des cases en creux et en relief. Le nombre de cases varie suivant la taille du plateau circulaire du mehen (d'une trentaine à cinq-cents). Deux sortes de pions lui sont associés : des figurines de lions et de lionnes, des billes ainsi que des bâtons de lancer. L’organisation du jeu reste très hypothétique : on sait que les bâtonnets étaient utilisés pour déterminer l’avance des pions puisque les dés n’existaient pas encore. Les pions étaient répartis en deux groupes de couleurs différentes. Chaque ensemble de pions regrouperait trois lions, trois lionnes et trente-six billes. Chaque joueur a ces trois lions et trois lionnes et doit les faire avancer sur le plateau à l'aide des trente-six billes (rouges ou blanches) que le joueur lançait. Le but du jeu est d'être le premier à faire parcourir, à tous ses pions, le serpent de la tête à la queue.
Le jeu de Mehen, par sa structure de parcours circulaire, pourrait être l'ancêtre du « Jeu de la hyène » (Ibn en merafib) au Soudan, du « Sig wa duqqân » à Djerba, du « Siryu » joué dans le Sahara algérien, du « Sik » de Tidikelt ou de l'« Ishigän » du Niger. Cependant, l'écart de plusieurs millénaires, séparant le jeu de Mehen des autres jeux, fragilise cette hypothèse.

### Le senet

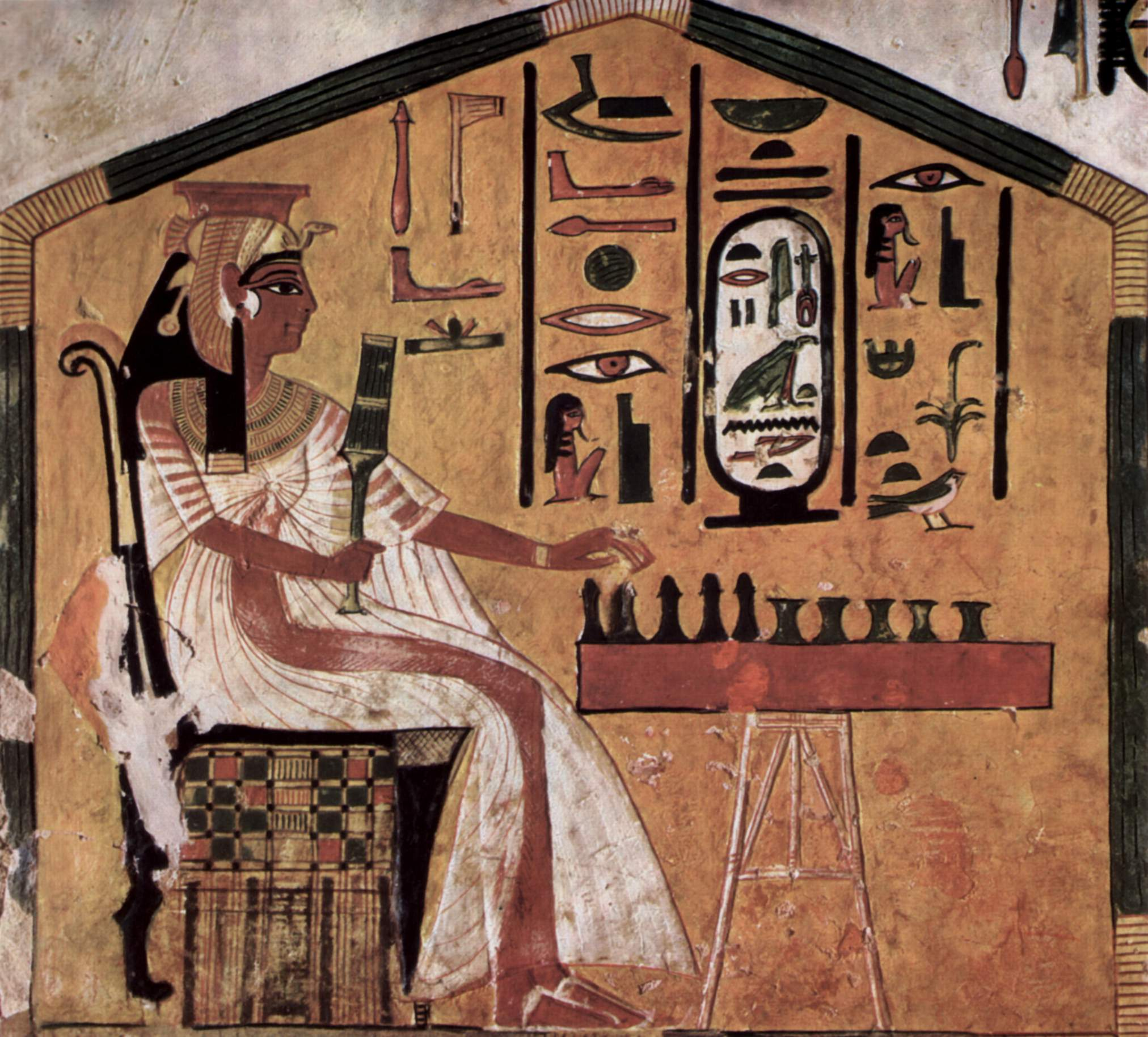
Néfertari jouant au senet. Peinture dans la tombe de la reine d'Égypte Néfertari.

Le senet (ou zénet) est le jeu le plus connu de l'Égypte antique. C’est le jeu de société le plus pratiqué par les Anciens Égyptiens du Nouvel Empire et des époques qui suivirent, mais il existe depuis l’époque prédynastique. Le plus ancien exemplaire connu est conservé au Musée royal d’art et d’histoire à Bruxelles. L'Égypte, pour sa part, possède près de quarante exemplaires qui remontent au Nouvel Empire. Ceci outre les nombreuses représentations gravées ou peintes sur les parois des tombes : images de personnages en train de jouer, assis devant leur table de jeu, ou se préparant à lancer l’astragale qui fait fonction de dé. Ces scènes sont à l’occasion accompagnées de textes hiéroglyphiques décrivant souvent en détail la partie en cours.

### Le jeu des vingt cases

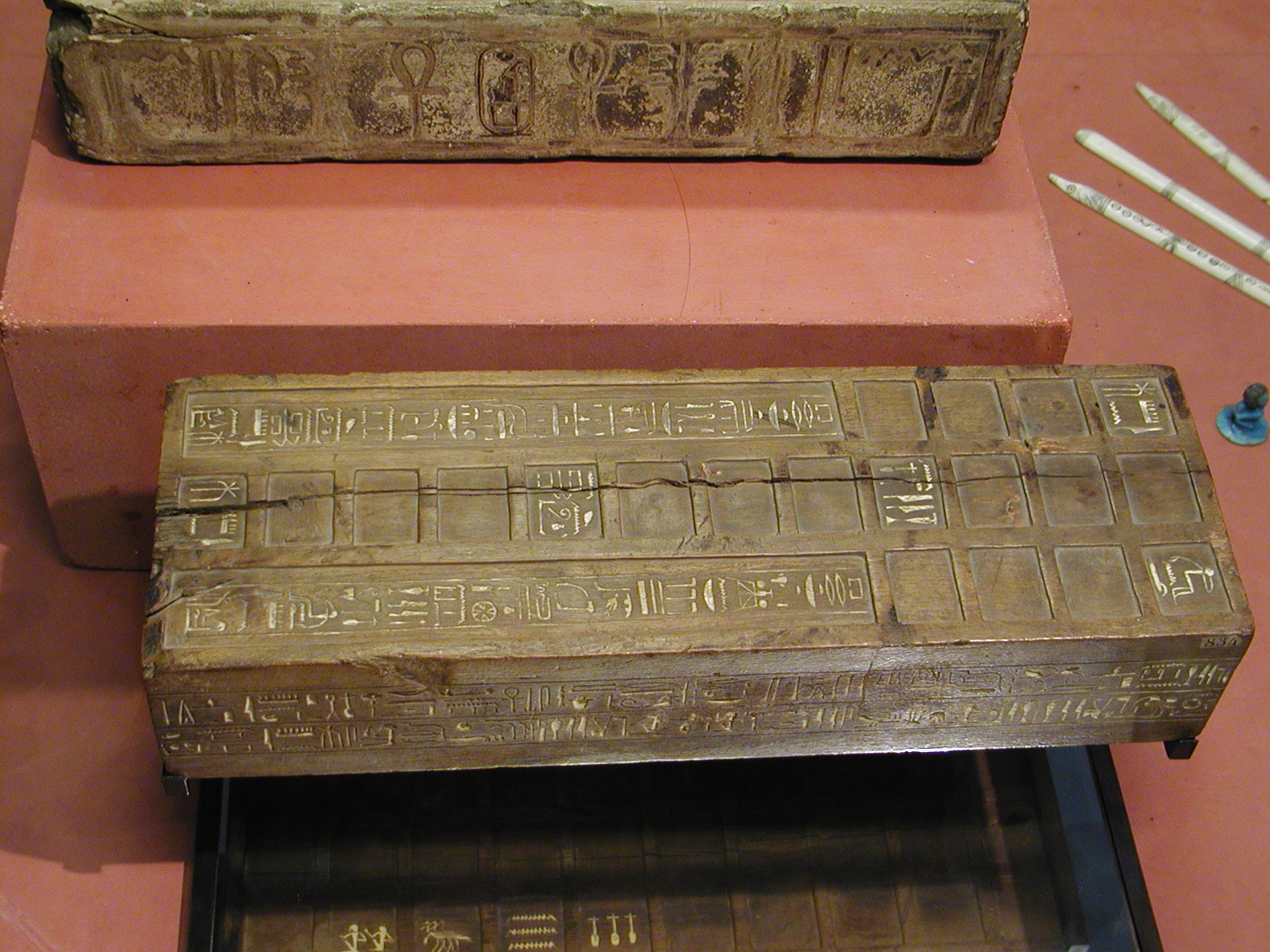
Jeu des vingt cases (Musée du Louvre).

Le nom égyptien de ce jeu fait toujours débat - les égyptologues du XIXe siècle l'ont confondu avec un autre jeu nommé tjaou (ṯ3w).
Il figure souvent sur l’autre face des boîtes de jeu de senet. Les premiers exemplaires connus dans la vallée du Nil datent de la XVIIIe dynastie. Très peu de textes et de représentations le concernent, peut-être parce qu’il n’a acquis aucune des significations symboliques ou mythologiques du senet. Il était appelé « vingt » ou « vingt cases » ou également « aseb », mot probablement d’origine babylonienne. Les dés utilisés tantôt des astragales, des dés en forme de tétraèdre. De nombreux exemplaires de jeux de vingt cases ont également été découverts, notamment dans les tombes royales d'Ur datées du milieu du IIIe millénaire. Mais malgré ce nombre important d’exemplaires et d’éléments de jeu dans divers pays, aucune hypothèse probante ne pouvait être émise sur le déroulement du jeu.

### Le jeu du chien et du chacal

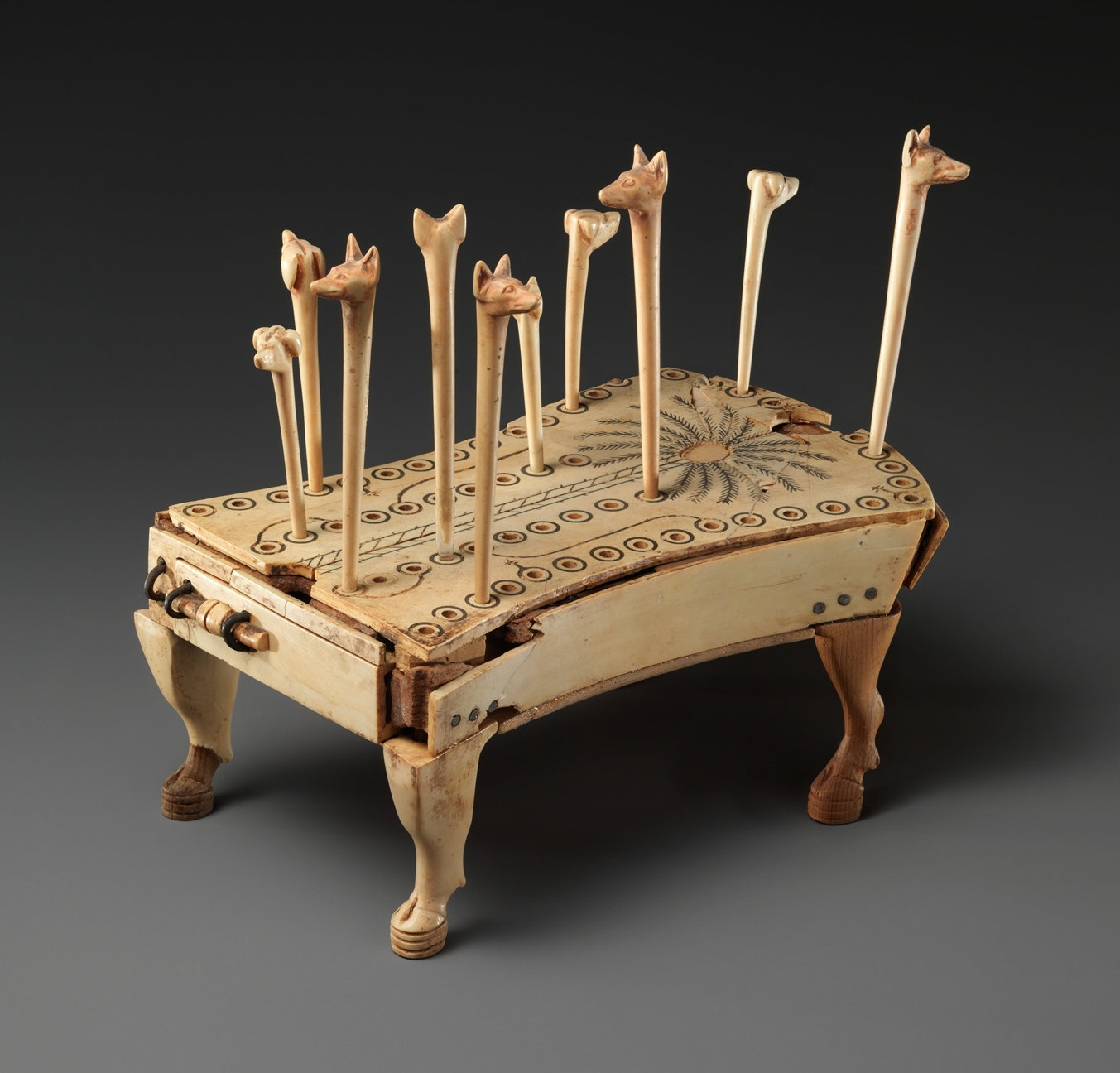
Jeu du chien et du chacal

Le jeu du chien et du chacal, appelé aussi « jeu des 58 trous » est composé de deux séries de cinq bâtonnets ayant généralement des têtes de chien et de chacal et d'un plateau percé de 58 trous (où placer ces bâtonnets) répartis en deux zones de vingt-neuf trous. Les règles exactes de ce jeu ne nous sont pas parvenues, mais les exemplaires retrouvés peuvent laisser penser à un jeu de parcours ressemblant au jeu de l'oie. Les joueurs devaient déplacer leurs pions d'un nombre de cases défini par le hasard sur un parcours imposé contenant des cases spéciales (raccourcis, retour en arrière, etc.).

### Et aussi
Les Égyptiens connaissaient également les osselets, à la fois comme dés et comme jeu d'adresse. En revanche les jeux d'échecs et de dames, apparus avec l'Islam, n'étaient pas présents dans l'Égypte pharaonique.

## Jeux de plein air

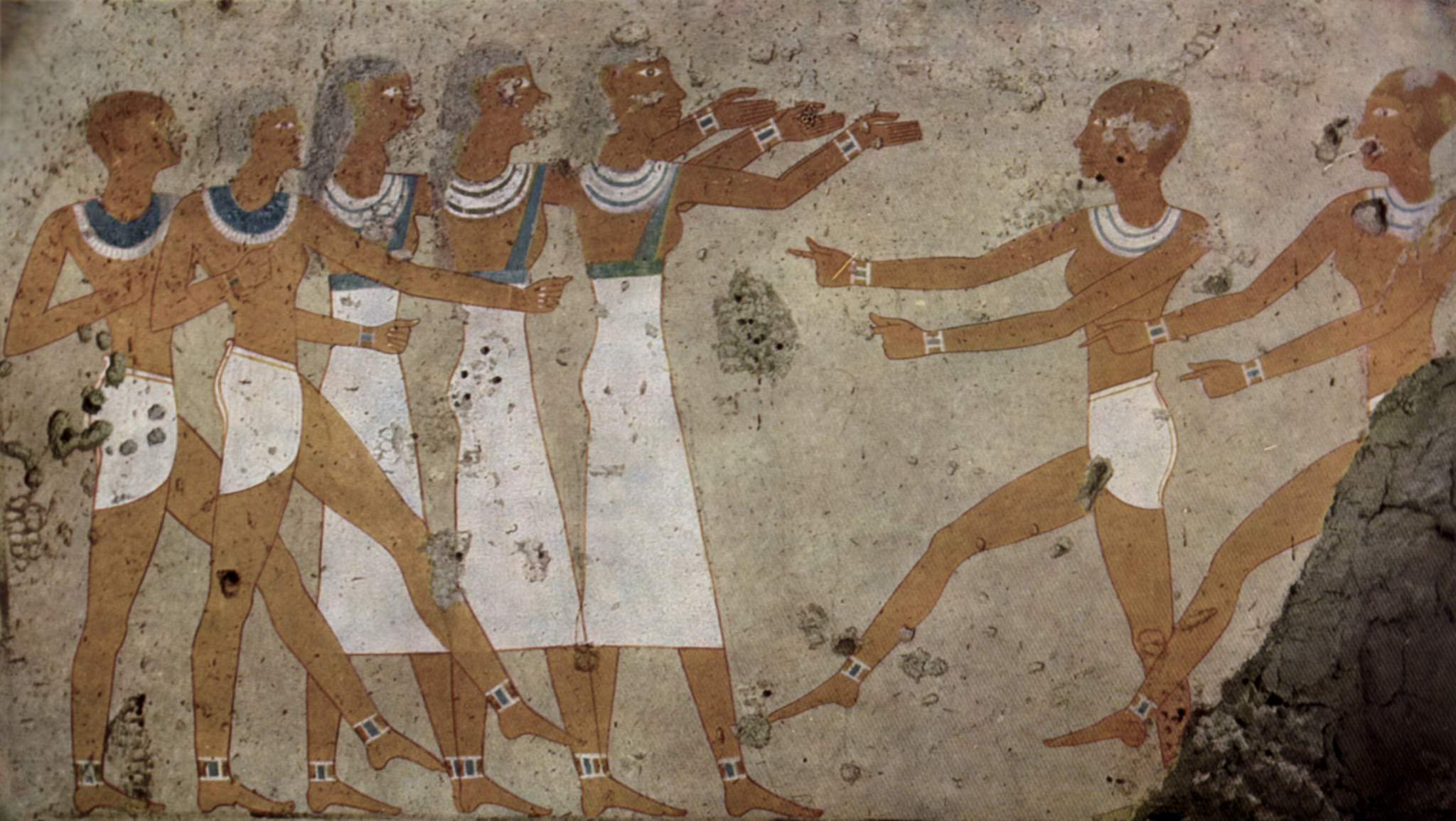
Danseuses

La lutte et le combat avec des armes fictives étaient le loisir favori des jeunes hommes. Certains textes et représentations ont livré des éléments permettant d'imaginer certains de ces jeux :
- Un jeu qui s'apparente au tir à la corde où deux équipes s'affrontent et où chaque équipier est attaché à son prédécesseur par une corde. Les chefs de file s'opposent pied contre pied et bras entrecroisés, et essaient de se faire tomber avec l'aide de son équipe.
- Un jeu de saut d'obstacle où deux joueurs forment un obstacle en s'asseyant face à face jambes et bras tendus. Les autres joueurs doivent sauter par-dessus l'« obstacle » en évitant de se faire renverser au passage.
- Des courses à pied ou sur les genoux.
- Des concours de javelot où les participants doivent atteindre une cible peinte sur le sol (au nom de sechemou, dieu des pressoirs, sans qu'on sache pourquoi).

La nage dans le Nil, bien que dangereuse à cause des courants et des prédateurs (notamment les crocodiles), était également appréciée. Les promenades familiales sur l'eau à bord de nacelles en papyrus sont un symbole de l'amour familial que l'on retrouve souvent représentées sur les parois des tombeaux. Ces promenades avaient lieu dans des lacs (privés ou naturels) et donnaient lieu à des parties de chasse à l'arc ou de pêche au harpon.